# Жан Лютес
Жан Лютес (фр. Jean Lutèce, настоящее имя Жюльен Жорж Шардон, фр. Julien Georges Chardon; 17 сентября 1909, Париж — 9 мая 1992, Париж) — французский композитор и пианист.
Получил образование как пианист, в 1933 году на Международном конкурсе пианистов в Вене был удостоен диплома с серебряной медалью. В 1940-е гг. записал как пианист два диска с попурри из популярных песен своего времени.
Наиболее известен как автор музыки одноактного балета «Септет» (фр. Septuor; 1950, либретто Франсиса Бланша), поставленного Сержем Лифарём на сцене Парижской оперы, хотя первоначально предназначавшегося для Опера-Комик. Эта постановка стала дебютной для известных танцовщиков Пьера Лакотта и Клод Бесси, Бесси вспоминала о балетте Лютеса-Лифаря как о «балетном неореализме». Музыка «Септета» сочетала академические и джазовые элементы; считается, в частности, что в этой постановке на сцене Парижской оперы впервые прозвучал аккордеон. Среди других балетных работ Лютеса — «Чёрт в Испании» (фр. Le diable en Espagne; 1952, постановка Фреда Кристиана), «Абсент» (нем. Absynth; 1954, поставлен в Аугсбурге)
Написал также фортепианный концерт (1941, впервые исполнен в 1974 г., солистка Анни д’Арко), ряд песен — как академических (в том числе «Голова фавна» на стихи Артюра Рембо, 1949), так и эстрадных (входили в репертуар Лео Маржан, Жана Саблона и др.).